# Universidad Autónoma del Caribe
La Universidad Autónoma del Caribe  también conocida como Uniautónoma, es una institución de educación superior localizada en la ciudad de Barranquilla. Fue fundada el 24 de julio de 1967 por el doctor Mario Ceballos Araújo.
La institución universitaria cuenta con 21 programas de pregrado, 12 especializaciones , y 9 maestrías, para un total de 42 programas académicos. El Rector de la Universidad es el Dr. Jorge Enrique Senior Martínez.

## Acreditación y certificación
El programa de Ingeniería Mecánica es el primero en ser acreditado en la universidad por Consejo Nacional de Acreditación (CNA) mediante la resolución 2505 del 30 de marzo del 2011. Actualmente la Universidad ha obtenido la acreditación, El programa de Ingeniería Industrial por Consejo Nacional de Acreditación (CNA) se encuentra en un proceso de acreditación con los programas: Comunicación Social y Periodismo, Administración de empresas y Arquitectura.
Además, la universidad fue objeto de una Certificación en su Sistema de Gestión de la Calidad (ISO 9001: 2008 - NTC-ISO 9001:2008) por el manejo en la prestación de servicios de educación en programas de pregrado y postgrado, servicio de Bienestar universitario, Biblioteca y Gestión Financiera y Crediticia.
En su proceso de internacionalización la Universidad tiene convenios con varias universidades de América (27) y Europa (13).

## Programas de pregrado

### Facultad de Arquitectura, Arte y Diseño
- Arquitectura
- Diseño Gráfico
- Diseño de Espacios
- Diseño de Modas

### Facultad de Ingeniería
- Ingeniería de Sistemas
- Ingeniería Electrónica y Telecomunicaciones
- Ingeniería Industrial
- Ingeniería Mecánica
- Ingeniería Mecatrónica

### Facultad de Ciencias Administrativas, Económicas y Contables
- Administración de Empresas
- Administración de Empresas Turísticas y Hoteleras
- Administración Marítima y Fluvial
- Contaduría Pública
- Negocios y Finanzas Internacionales
- Negocios y Finanzas Internacionales - Modalidad Virtual

### Facultad de Ciencias Sociales y Humanas
- Comunicación Social - Periodismo
- Deporte y Cultura Física
- Comunicación Audiovisual
- Psicología

### Facultad de Jurisprudencia
- Ciencias Políticas
- Derecho

## Revistas científicas
En sus centros de investigación la universidad desarrolla tres revistas científicas:
- Revista "Encuentros": desarrollada por la Facultad de Ciencias Sociales y Humanas, se especializa en ejes de la comunicación, cultura, social, tecnológico.
- Revista "Juris": por la Facultad de Jurísprudencia de esta universidad dedicada a la investigación en el campo jurídico.
- Revista Prospectiva: su órgano de divulgación es por la Facultad de Ingeniería, su propósito es publicar avances, desarrollos e investigaciones relacionadas con el campo de las Ciencias y Tecnología.

## Deportes
Tras adquirir en el año 2010 la ficha del Atlético de la Sabana, la universidad compitió en el Fútbol Profesional Colombiano en 266 oportunidades (140 en la segunda división; 50 en la Copa y 76 en la primera división entre las temporadas 2011 y 2014.